# George Smith (évêque)
Pour les articles homonymes, voir George Smith et Smith.
George Smith (19 juin 1815 - 14 décembre 1871) est un missionnaire britannique qui prêcha en Chine et fut évêque anglican à Hong Kong de 1849 à 1865.

## Biographie
Smith est né à Wellington dans le Somerset le 19 juin 1815. Il est diplômé de littérature antique à l'université d'Oxford en 1837 et fut ordonné diacre en 1839 et prêtre en 1840. Il s'impliqua rapidement dans la Church Mission Society et arriva à Hong Kong le 25 septembre 1844. Il fut l'un des deux premiers missionnaires de l'église d'Angleterre en Chine. Des problèmes de santé le contraignirent rapidement à rentrer en Angleterre, mais son livre A narrative of an exploratory visit to each of the consular cities of China, and to the islands of Hong Kong and Chusan, in behalf of the Church Missionary Society, in the years 1844, 1845, 1846 fut publié en 1847. 
Smith travailla dur pour économiser de l'argent et reprendre ses activités de missionnaire en Chine, et en 1849, il fut fait évêque du nouveau diocèse de Victoria à Hong Kong, et directeur du nouveau collège missionnaire St.Paul. Avec sa nouvelle femme Lydia, née Brandram, Smith arriva à Hong Kong le 29 mars 1850 et commença aussitôt son travail de missionnaire et également d'enseignant. Il apprit si bien le mandarin qu'il put travailler dans cette langue.
Smith était aussi responsable des activités missionnaires au Japon et, malgré des problèmes de santé récurrents qui limitaient ses déplacements, il visita ce pays en 1860, ainsi que les îles Ryūkyū (1850), l'Inde et Ceylan (1852-1853), l'Australie (1859) et ailleurs, en partie pour travailler avec des migrants chinois. 
George Smith quitta Hong Kong pour la dernière fois en 1864, et prit sa retraite de l'église l'année suivante. Il meurt à son domicile à Blackheath (alors dans le Kent, aujourd'hui dans Londres) le 14 décembre 1871 des suites d'une maladie.

## Travaux
- China, her future and her past: Being a charge delivered to the Anglican clergy in Trinity Church, Shanghae, on October 20, 1853. London, 1854.
- Ten weeks in Japan. London, 1861.
- The case of our West-African cruisers and West-African settlements fairly considered. London, 1848.
- Lewchew and the Lewchewans: Being a narrative of a visit to Lewchew or Loo Choo, in October, 1850. London, 1853. About the Ryukyu Islands. (Also available here.)
- Our national relations with China: Being two speeches delivered in Exeter Hall and in the Free-Trade Hall, Manchester. London, 1857.
- Smith, George (1847). A narrative of an exploratory visit to each of the consular cities of China, and to the islands of Hong Kong and Chusan, in behalf of the Church Missionary Society, in the years 1844, 1845, 1846. London: Seeley. [numérisé par la bibliothèque de l'université de Hong Kong, Digital Initiatives, "China Through Western Eyes." ]